# اسدالله سلیمانی
اسدالله سلیمانی (زاده ۱۳۱۳ مسجدسلیمان) سیاست‌مدار ایرانی است، که در دوره بیست‌ودوم مجلس شورای ملی ایران بعنوان نماینده مسجدسلیمان از استان خوزستان در مجلس شورای ملی حضور داشت.